# Christian Schönbein
Christian Friedrich Schönbein né le 18 octobre 1799 à Metzingen, Duché de Wurtemberg et mort le 29 août 1868 à Sauersberg, près de Baden-Baden, au pays de Bade est un chimiste allemand, naturalisé suisse dans le canton de Bâle-Ville. Ses études permettent de mieux connaître l'élément oxygène, en particulier la molécule d'ozone, et les phénomènes associés à la réactivité de l'oxygène. Il est en 1845-1846 le découvreur, aujourd'hui oublié, de la nitrocellulose sous ces deux formes de coton poudre et de collodion.
Ce professeur de physique, de chimie et de minéralogie, fervent défenseur de l'approche panchimique de Jöns Jacob Berzelius est aussi l'inventeur du mot géochimie en 1838.

## Biographie
Issu d'une famille piétiste, il commence à treize ans en 1812 un apprentissage à Böblingen dans une apothicairerie devenue petite fabrique de produits pharmaceutiques. L'autodidacte parvient sept ans plus tard à être responsable de fabrication. Mais à 20 ans, il décide de rencontrer le professeur Karl Friedrich von Kielmeyer à Stuttgart, souhaitant se lancer dans des études de chimie. Le professeur ayant testé ses aptitudes l'admet en 1819 à son université de Tübingen, puis l'envoie à l'université d'Erlangen auprès de Justus Liebig et de Schelling. 
À partir de 1823, Schönbein enseigne la chimie, la minéralogie et la physique d'abord à Keilhau en Thuringe et puis en 1826 à Epsom en Angleterre. Son séjour britannique lui fait connaître aussi l'Écosse. En 1827, il suit les cours de Gay-Lussac en amphithéâtre de la Sorbonne à Paris. Dès 1828, il est chargé de cours auprès de la chaire de chimie et de physique de l'Université de Bâle. En 1835, il y est nommé professeur titulaire et épouse Emilie Benz. Le couple, qui aura quatre filles, passe la plus grande partie de sa vie à Bâle et accède à la nationalité suisse. De 1848 à son décès, chimiste respecté, il siège au parlement cantonal de Bâle.

## Esprit libre de la chimie bâloise
Schönbein apparaît comme un chercheur assez isolé. Cependant, il entretient des correspondances suivies avec de nombreux chimistes européens, parmi lesquels Berzelius et Faraday ne sont pas les moindres. Outre le thème de l'isomérie puis celui de la catalyse, il commence ses véritables recherches avec le phénomène de passivation du fer et de l'étain. Elles débouchent sur des études d'électrolyse, dont les résultats, ne serait-ce que pour comprendre la conductivité d'un bain électrolytique et la formation de produits raffinés aux électrodes, appellent une théorie de la migration des ions. Il retrouve alors les chemins de pensée du chimiste suédois Berzelius.
En 1839, il découvre que l'électrolyse de solutions diluées d'oxo-acides, comme l'acide sulfurique, l'acide nitrique, ou l'acide phosphorique, dégage à l'anode de platine ou d'or un gaz à "odeur piquante". Schönbein qualifie même ce gaz à odeur prenante d'"électrique".

### Découverte de l'ozone, études des réactions avec l'oxygène
La légende professorale veut que ce soit au cours d'expériences de chimie qu'il faisait devant ses étudiants, en 1839, notamment l'oxydation ménagée du phosphore et l'électrolyse de l'eau, qu'il identifie cette odeur particulière semblable à celle qui accompagne les décharges électriques dans l'air. Schönbein parvient à associer cette odeur à un gaz qu'il appelle « ozone », à l'aide d'un mot grec signifiant « odeur, senteur » proposé par un collègue philologue. Il s'agit de la molécule d'oxygène tri-atomique (O3).
Schönbein présente sa découverte dans une lettre adressée à l'Académie des sciences en 1840, intitulée « Recherches sur la nature de l'odeur accompagnant certaines réactions chimiques ».
Il fait publier dans les Annales de physique en 1840 le signalement de ce gaz qu'il dénomme ozone le caractérisant ainsi par son odeur. Mais aucune formule chimique n'est proposée. En 1844, il constate que l'auto-oxydation du phosphore blanc produit aussi de l'ozone.
Ce n'est qu'en 1849 que Schönbein, longtemps sceptique, admet que l'ozone n'est qu'une forme de l'oxygène, identifiée en 1844 par les chimistes Jean Charles Galissard de Marignac et Auguste De la Rive.
Il entreprend une étude de l'oxygène atmosphérique et de toutes les manifestations chimiques qui lui sont associées. Il établit alors la différence entre combustion et (auto)oxydation lente.
Schönbein constate que l'oxydation lente par l'ozone O3 dans l'eau se réalise par la formation préalable d'eau oxygénée ou peroxyde d'hydrogène H2O2. L'oxydation est très rare sans cette présence.
Il met au point l'oxydation catalytique de l'ammoniac NH3 en nitrite, dérivé de l'acide nitreux HNO2. Schönbein cherche ici à comprendre la capacité qu'ont certaines plantes de fixer l'azote de l'air en engrais ammoniaqués, puis nitrés ou nitratés.
L'étude de la respiration lui permet de découvrir le blocage de la respiration par l'acide cyanhydrique (HCN).
Ses études sur la respiration et l'oxydation lente l'invitent en fin de carrière à s'intéresser à la composition chimique des aliments et des composantes du vivant, les principaux organes, la peau, les poils, les cheveux ou cils, des plantes et des animaux.
Schönbein a également découvert :
- les propriétés catalytiques du ruthénium, en particulier celles qui, sans rien perdre sans rien céder, lui permettent de décomposer l'eau par l'intermédiaire du chlore :

2 H2O + 2 Cl2 gaz → 4 HCl aqueux + O2 gaz
Il s'agit de l'oxydation de l'eau par le chlore gazeux dissous en milieu aqueux en présence de ruthénium.
- la catalyse hétérogène de la réaction de décomposition de l'eau ou d'électrolyse de l'eau, technique à l'origine de la « pile à combustible » employant la mousse de platine.

### Découverte du fulmicoton
Schönbein expérimentait volontiers dans la cuisine familiale. Un jour de 1845, il essuya les taches d'acide nitrique et d'acide sulfurique avec un torchon qu'il suspendit au-dessus du poêle pour le faire sécher : le torchon s'enflamma alors spontanément par le seul fait de la chaleur et disparut presque instantanément sans faire de fumée. La cellulose du torchon s'était transformée en nitrocellulose ; les groupements nitro dérivés de l'acide nitrique constituent une source d'oxygène, c'est-à-dire un comburant, et la chaleur ne fait qu'accélérer l'oxydation de la cellulose.
Schönbein comprit les possibilités ouvertes par cette découverte. La poudre à canon, dont l'usage avait dominé les champs de bataille depuis cinq siècles, déflagrait en dégageant une fumée noire et dense, qui salissait les artilleurs, encrassait l'âme des canons et des fusils, et gênait la vision du champ de bataille. La nitrocellulose donnait la clef d'une « poudre sans fumée » ; comme on l'utilisa d'abord pour propulser les obus d'artillerie, elle fut appelée « fulmicoton ».
Les tentatives de production industrielle de fulmicoton piétinèrent longtemps car les usines explosaient les unes après les autres (c'est ainsi que le frère d'Alfred Nobel trouva la mort) ; il fallut attendre 1891 pour que les chimistes James Dewar et Frederick Augustus Abel parviennent à stabiliser le fulmicoton, avec un mélange baptisé « cordite » parce qu'on pouvait la former en longues cordes.

## Sources
- Peter Nolte, Ein Leben für die Chemie. 200 Jahre Christian Friedrich Schönbein, 1799-1999. Metzingen 1999.
- Ulf Bossel (de), The Birth of the Fuel Cell (1835-1845). Complete Correnspondence between Christian Friedrich Schoenbein and William Robert Grove. Oberrohrdorf 2000.  (ISBN 3-90559-206-1)
- G. I. Brown, The Big Bang: A History of Explosives (1998), Sutton Publishing  (ISBN 0-75093-792-0)
- Günther Bugge, Das Buch der großen Chemiker I. Verlag Chemie, Weinheim 1974, S. 458 ff.  (ISBN 3-527-25021-2)
- Eduard Hagenbach, Eduard Friedrich Schoenbein. Basel 1868.
- Georg W. A. Kahlbaum, Christian Friedrich Schönbein : 1799–1868 ; ein Blatt zur Geschichte des 19. Jahrhunderts / von Georg W. A. Kahlbaum u. Ed. Schaer. Barth, Leipzig Digitalisierte Ausgabe der Bibliothèque universitaire et d'État de Düsseldorf
- (de) Bernhard Lepsius, « Schönbein: Christian Friedrich », dans Allgemeine Deutsche Biographie (ADB), vol. 32, Leipzig, Duncker & Humblot, 1891, p. 256-259
- (de) Claus Priesner, « Schönbein, Christian Friedrich », dans Neue Deutsche Biographie (NDB), vol. 23, Berlin, Duncker & Humblot, 2007, p. 384–386 (original numérisé).
- Carsten Reinhardt (de), Hans-Werner Schütt: Christian Friedrich Schönbein und die Frühgeschichte der Katalyseforschung, Mitt. Fachgruppe Gesch. Chemie GDCh, 6, 1991, S. 18–28